# WW-1201
WW-1201 i WW-1202 – polski akumulatorowy wózek widłowy produkcji Huty Stalowa Wola, produkowany od lat 60. XX wieku.

## Przeznaczenie
Pojazd był przeznaczony do podnoszenia i przewożenia przedmiotów i materiałów w magazynach i halach produkcyjnych, do układania ich na regałach i stertowania. W przypadku wózka WW-1202 dotyczyło to niskich pomieszczeń, np. wagonów kolejowych. Stosowanie z użyciem przedłużacza wideł do przedmiotów o dużej objętości (np. bawełny), z użyciem trzpienia do bel papieru, zwojów drutu, kręgów cementowych, układania krótkich rur, z użyciem chwytaka szczękowego do przewozu i układania skrzyń i bel, z użyciem chwytaka obrotowego do przewozu i układania beczek i materiałów walcowatych, z użyciem spychacza z wideł do spychania przedmiotów na regały.

## Dane techniczne (w nawiasach WW-1202)
Nośność - 1200 kg, ciężar własny - 2250 (2195) kg, wysokość podnoszenia materiałów - 3400 (2500) mm, prędkość jazdy bez obciążenia - 8 (9) km/h, prędkość jazdy z obciążeniem - 8 km/h, długość bez wideł - 1750 mm, długość z widłami - 2550 mm, szerokość - 990 mm, wysokość 2200 (1800) mm, promień skrętu - 1475 mm, napięcie znamionowe - 24 V, ciśnienie robocze układu hydraulicznego - 125 kd/cm³, pojemnośćbaterii akumulatorowej - 530 A·h/5h, moc silnika jazdy - 3 kW, moc silnika pompy - 2,5 kW.